# Gran Premio del Pacifico 1994
Il I Gran Premio del Pacifico è stato la seconda gara del campionato mondiale di Formula 1 1994. Si è svolto il 17 aprile 1994 sul circuito di Aida (Giappone) e ha visto la seconda vittoria consecutiva di Michael Schumacher, davanti a Gerhard Berger e a Rubens Barrichello. Il poleman Ayrton Senna è stato invece eliminato, in gara, subito dopo la partenza da un contatto con Mika Häkkinen. Risulta assente Jean Alesi: il pilota della Ferrari, essendosi procurato un infortunio alla schiena durante alcuni test al Mugello, verrà sostituito per l'intero weekend da Nicola Larini.

## Qualifiche
Ayrton Senna ottiene il miglior tempo e la pole position nella sessione di prove del venerdì: al sabato la pista è in condizioni peggiori a causa del maltempo e pochi piloti riescono a migliorare i tempi cronometrati.

### Risultati
Nelle sessioni di qualifica si è avuta questa situazione:
| Pos                     | Nº | Pilota                | Costruttore       | Tempo    | Distacco |
| ----------------------- | -- | --------------------- | ----------------- | -------- | -------- |
| 1                       | 2  | Ayrton Senna          | Williams-Renault  | 1:10.218 |          |
| 2                       | 5  | Michael Schumacher    | Benetton-Ford     | 1:10.440 | +0.222   |
| 3                       | 0  | Damon Hill            | Williams-Renault  | 1:10.771 | +0.553   |
| 4                       | 7  | Mika Häkkinen         | McLaren-Peugeot   | 1:11.683 | +1.465   |
| 5                       | 28 | Gerhard Berger        | Ferrari           | 1:11.744 | +1.526   |
| 6                       | 8  | Martin Brundle        | McLaren-Peugeot   | 1:12.351 | +2.133   |
| 7                       | 27 | Nicola Larini         | Ferrari           | 1:12.372 | +2.154   |
| 8                       | 14 | Rubens Barrichello    | Jordan-Hart       | 1:12.409 | +2.191   |
| 9                       | 9  | Christian Fittipaldi  | Footwork-Ford     | 1:12.444 | +2.226   |
| 10                      | 6  | Jos Verstappen        | Benetton-Ford     | 1:12.554 | +2.336   |
| 11                      | 30 | Heinz-Harald Frentzen | Sauber-Mercedes   | 1:12.686 | +2.468   |
| 12                      | 4  | Mark Blundell         | Tyrrell-Yamaha    | 1:12.751 | +2.533   |
| 13                      | 10 | Gianni Morbidelli     | Footwork-Ford     | 1:12.866 | +2.648   |
| 14                      | 3  | Ukyo Katayama         | Tyrrell-Yamaha    | 1:13.013 | +2.795   |
| 15                      | 24 | Michele Alboreto      | Minardi-Ford      | 1:13.016 | +2.798   |
| 16                      | 20 | Érik Comas            | Larrousse-Ford    | 1:13.111 | +2.893   |
| 17                      | 23 | Pierluigi Martini     | Minardi-Ford      | 1:13.529 | +3.311   |
| 18                      | 25 | Éric Bernard          | Ligier-Renault    | 1:13.613 | +3.395   |
| 19                      | 29 | Karl Wendlinger       | Sauber-Mercedes   | 1:13.855 | +3.637   |
| 20                      | 15 | Aguri Suzuki          | Jordan-Hart       | 1:13.932 | +3.714   |
| 21                      | 19 | Olivier Beretta       | Larrousse-Ford    | 1:14.101 | +3.883   |
| 22                      | 26 | Olivier Panis         | Ligier-Renault    | 1:14.106 | +3.888   |
| 23                      | 12 | Johnny Herbert        | Lotus-Mugen-Honda | 1:14.424 | +4.206   |
| 24                      | 11 | Pedro Lamy            | Lotus-Mugen-Honda | 1:14.657 | +4.439   |
| 25                      | 31 | David Brabham         | Simtek-Ford       | 1:14.748 | +4.530   |
| 26                      | 32 | Roland Ratzenberger   | Simtek-Ford       | 1:16.536 | +6.318   |
| Vetture non qualificate |    |                       |                   |          |          |
| NQ                      | 34 | Bertrand Gachot       | Pacific-Ilmor     | 1:16.927 | +6.709   |
| NQ                      | 33 | Paul Belmondo         | Pacific-Ilmor     | 1:17.450 | +7.232   |

## Gara
Con una soluzione del tutto inedita e sperimentale, il giro di ricognizione viene effettuato dietro alla safety car, una Porsche 911 messa a disposizione dagli organizzatori della gara (all'epoca non era ancora previsto l'uso di una vettura standard). I piloti non gradiscono tale novità, che li obbliga a effettuare la tornata a una velocità decisamente inferiore al normale, con conseguenti problemi di surriscaldamento del motore e difficoltà nel mandare in temperatura le gomme: in particolare il poleman Ayrton Senna più volte affianca la macchina battistrada tentando di spronarla ad andare più veloce e, quando quest'ultima rientra ai box, dà gas violentemente intraversando la sua Williams nel tentativo di scaldare le coperture e, al contempo, immettere più aria nei radiatori per far "respirare" il propulsore. Nel dopogara diversi piloti non mancano di manifestare pubblicamente il loro disappunto, sicché l'esperimento non verrà più ripetuto, se non in presenza di condizioni climatiche particolarmente avverse.
Al semaforo verde (che viene dato ugualmente nonostante lo spegnimento della Ligier di Olivier Panis, che subito segnala il problema agitando le braccia - il francese viene poi fatto ripartire “a spinta”) Senna, scattato "al palo" per la 64ª volta in carriera, viene immediatamente sopravanzato da Michael Schumacher, per poi essere urtato da Mika Häkkinen, che lo spinge fuori pista; Nicola Larini esce a sua volta di strada e piomba sull'auto del brasiliano, mentre Mark Blundell va in testacoda e si ferma in mezzo alla pista. Dunque Senna, Larini e Blundell sono costretti subito al ritiro. Schumacher comincia a costruire rapidamente un buon margine dagli inseguitori, mentre, alla terza tornata, Damon Hill va in testacoda nel tentativo di superare Häkkinen, perdendo diverse posizioni. Tuttavia l'inglese riuscirà a ripartire e a recuperare velocemente fino al 2º posto. Al 19º giro, Hakkinen deve abbandonare per un problema al cambio, mentre un guasto alla trasmissione mette fuori causa lo stesso Hill al 49º giro. A 15 tornate dalla fine si ritira anche Martin Brundle, che occupava la terza posizione. Dunque Schumacher riesce a vincere senza particolari difficoltà, precedendo Gerhard Berger e Rubens Barrichello, quest'ultimo a podio per la prima volta in carriera. Finiranno a punti Fittipaldi, Frentzen e Comas.

### Risultati
I risultati del gran premio sono i seguenti:
| Pos | Nº | Pilota                | Costruttore       | Giri | Tempo/Ritiro                | Griglia | Punti |
| --- | -- | --------------------- | ----------------- | ---- | --------------------------- | ------- | ----- |
| 1   | 5  | Michael Schumacher    | Benetton-Ford     | 83   | 1:46:01.693                 | 2       | 10    |
| 2   | 28 | Gerhard Berger        | Ferrari           | 83   | +1:15.300                   | 5       | 6     |
| 3   | 14 | Rubens Barrichello    | Jordan-Hart       | 82   | +1 giro                     | 8       | 4     |
| 4   | 9  | Christian Fittipaldi  | Footwork-Ford     | 82   | +1 giro                     | 9       | 3     |
| 5   | 30 | Heinz-Harald Frentzen | Sauber-Mercedes   | 82   | +1 giro                     | 11      | 2     |
| 6   | 20 | Érik Comas            | Larrousse-Ford    | 80   | +3 giri                     | 16      | 1     |
| 7   | 12 | Johnny Herbert        | Lotus-Mugen-Honda | 80   | +3 giri                     | 23      |       |
| 8   | 11 | Pedro Lamy            | Lotus-Mugen-Honda | 79   | +4 giri                     | 24      |       |
| 9   | 26 | Olivier Panis         | Ligier-Renault    | 78   | +5 giri                     | 22      |       |
| 10  | 25 | Éric Bernard          | Ligier-Renault    | 78   | +5 giri                     | 18      |       |
| 11  | 32 | Roland Ratzenberger   | Simtek-Ford       | 78   | +5 giri                     | 26      |       |
| Rit | 10 | Gianni Morbidelli     | Footwork-Ford     | 69   | Motore                      | 13      |       |
| Rit | 29 | Karl Wendlinger       | Sauber-Mercedes   | 69   | Collisione con M.Alboreto   | 19      |       |
| Rit | 24 | Michele Alboreto      | Minardi-Ford      | 69   | Collisione con K.Wendlinger | 15      |       |
| Rit | 8  | Martin Brundle        | McLaren-Peugeot   | 67   | Surriscaldamento            | 6       |       |
| Rit | 23 | Pierluigi Martini     | Minardi-Ford      | 63   | Testacoda                   | 17      |       |
| Rit | 6  | Jos Verstappen        | Benetton-Ford     | 54   | Testacoda                   | 10      |       |
| Rit | 0  | Damon Hill            | Williams-Renault  | 49   | Trasmissione                | 3       |       |
| Rit | 15 | Aguri Suzuki          | Jordan-Hart       | 44   | Sterzo                      | 20      |       |
| Rit | 3  | Ukyo Katayama         | Tyrrell-Yamaha    | 42   | Motore                      | 14      |       |
| Rit | 7  | Mika Häkkinen         | McLaren-Peugeot   | 19   | Cambio                      | 4       |       |
| Rit | 19 | Olivier Beretta       | Larrousse-Ford    | 14   | Elettronica                 | 21      |       |
| Rit | 31 | David Brabham         | Simtek-Ford       | 2    | Elettronica                 | 25      |       |
| Rit | 2  | Ayrton Senna          | Williams-Renault  | 0    | Collisione alla partenza    | 1       |       |
| Rit | 27 | Nicola Larini         | Ferrari           | 0    | Collisione alla partenza    | 7       |       |
| Rit | 4  | Mark Blundell         | Tyrrell-Yamaha    | 0    | Collisione alla partenza    | 12      |       |
| NQ  | 34 | Bertrand Gachot       | Pacific-Ilmor     |      |                             |         |       |
| NQ  | 33 | Paul Belmondo         | Pacific-Ilmor     |      |                             |         |       |

## Classifiche Mondiali

### Piloti
| Pos | Pilota                | Punti |
| --- | --------------------- | ----- |
| 1   | Michael Schumacher    | 20    |
| 2   | Rubens Barrichello    | 7     |
| 3   | Gerhard Berger        | 6     |
| 3   | Damon Hill            | 6     |
| 5   | Jean Alesi            | 4     |
| 6   | Christian Fittipaldi  | 3     |
| 7   | Ukyo Katayama         | 2     |
| 7   | Heinz-Harald Frentzen | 2     |
| 9   | Karl Wendlinger       | 1     |
| 9   | Érik Comas            | 1     |

### Costruttori
| Pos | Costruttore      | Punti |
| --- | ---------------- | ----- |
| 1   | Benetton-Ford    | 20    |
| 2   | Ferrari          | 10    |
| 3   | Jordan-Hart      | 7     |
| 4   | Williams-Renault | 6     |
| 5   | Footwork-Ford    | 3     |
| 5   | Sauber-Mercedes  | 3     |
| 7   | Tyrrell-Yamaha   | 2     |
| 8   | Larrousse-Ford   | 1     |